# كنيسة القديس فرنسيس الأسيزي (أبو ظبي)
كنيسة القديس فرنسيس هي كنيسة تقع في جزيرة السعديات في أبو ظبي، الإمارات العربية المتحدة. الكنيسة جزء من بيت العائلة الإبراهيمية، بنيت بهدف تعزيز الحوار بين الأديان. سميت الكنيسة باسم القديس فرنسيس الأسيزي.

## تاريخ
بنيت كنيسة القديس فرنسيس كجزء من مشروع بيت العائلة الإبراهيمية الذي اعلن عنه في عام 2019 بهدف تعزيز التفاهم بين الأديان بين أتباع الديانات الإبراهيمية.
افتتحت رسمياً في 16 فبراير 2023 من قبل الفريق سمو الشيخ سيف بن زايد آل نهيان، نائب رئيس مجلس الوزراء وزير الداخلية، والشيخ نهيان بن مبارك آل نهيان، وزير التسامح والتعايش.
في 19 فبراير 2023، أقيمت صلاة الشكر في كنيسة القديس فرنسيس، وهي أول صلاة تقام في الكنيسة. وألقى الكاردينال مايكل فيتزجيرالد، ممثل البابا فرانسيس، كلمة في الصلاة. وقد رحب عضو اللجنة العليا اللجنة العليا للأخوة الإنسانية يونس لحظي جيد بالجميع في الكنيسة. المطران باولو مارتينيلي النائب الرسولي لجنوب الجزيرة العربية، والمطران بول هيندر النائب الرسولي الفخري والمونسنيور. وحضر الحفل كريسبين دوبييل القائم بأعمال السفارة البابوية في دولة الإمارات العربية المتحدة وعدد من كبار الشخصيات ورجال الدين والممثلين العلمانيين.

## وصف الكنيسة
تواجه الكنيسة اتجاه شروق الشمس حيث يعتبر الضوء رمزا للألوهية. يتم توجيه غابة الأعمدة في هذا الاتجاه لتعظيم الضوء الشرقي والتأكيد على العمودية للتعبير عن مفاهيم سر التجسد والبعث بعد الموت (أوالصعود) التي تعتبر أساسية في الإيمان المسيحي. العوارض الخشبية مستوحاة من أشعة الضوء وتشير إلى المذبح في كاتدرائية القديس بطرس في الفاتيكان. أكثر من 13000 متر طولي من قنطرة تشكل قبو الكنيسة.